# Nana Attakora-Gyan
Nana Attakora-Gyan (* 27. März 1989 in Toronto (North York), Ontario) ist ein ehemaliger kanadischer Fußballspieler mit ghanaischen Wurzeln.

## Karriere

### Jugend und College
Attakora besuchte die Robert F. Hall Catholic Secondary School in Caledon, Ontario. Später wechselte er zur York University, wo er College-Soccer spielte. Anschließend spielte für den Brampton East und wurde ins National Training Centre in Ontario eingeladen.

### Toronto FC
Im Sommer 2007 trainierte Attakora-Gyan beim FC Everton mit, bevor er bei dem neu gegründeten MLS-Team Toronto FC unterschrieb. Er kam in seiner Debütsaison aber ausschließlich für das Reserveteam in der MLS Reserve Division zum Einsatz.
Nach seinem Profidebüt am 31. Mai 2008 gegen LA Galaxy folgten vier weitere Saisoneinsätze. Seit 2009 kommt der als Rechts- und Innenverteidiger einsetzbare Attakora regelmäßig zu Einsätzen und gewann mit Toronto die Canadian Championship 2009, das kanadische Qualifikationsturnier für die CONCACAF Champions League. Vom Kanadischen Fußballverband wurde er als U-20-Spieler der Jahre 2008 und 2009 ausgezeichnet.

### SJ Earthquakes
Am 14. Juli 2011 war Attakora Teil des Trades von Alan Gordon und Jacob Peterson, zwischen den San José Earthquakes und Toronto FC.

### Nationalmannschaft
Kanadische Juniorenauswahlen repräsentiert Attakora-Gyan seit 2004. 2007 gehörte er zum Aufgebot bei der Junioren-WM im eigenen Land, als die kanadische U-20-Auswahl punkt- und torlos nach der Gruppenphase ausschied. Am 31. Januar 2010 gab er in einem Freundschaftsspiel gegen Jamaika sein Debüt in der kanadischen A-Nationalmannschaft.

## Erfolge
- Canadian Championship: 2009, 2010
- Kanadischer U-20-Spieler des Jahres: 2008, 2009